# Tic Tac (filme)
Tic Tac é um thriller sueco que foi lançado nos cinemas em 31 de outubro de 1997, dirigido por Daniel Alfredson e escrito por Hans Renhäll, sobre várias pessoas envolvidas em pequenos crimes durante um dia e uma noite em Estocolmo. O filme ganhou o Prêmio Guldbagge de melhor filme e foi a apresentação da Suécia ao Óscar de melhor filme estrangeiro, mas não foi indicado. Alguns críticos chamaram-no de "um Pulp Fiction sueco".

## Elenco
Segue o elenco:
- Oliver Loftéen
- Tuva Novotny - Jeanette
- Jacob Nordenson - Kent
- Tintin Anderzon - Ylva
- Emil Forselius - Lasse
- Mats Helin
- Claudio Salgado
- Nadja Weiss
- Thomas Hanzon - Niklas
- Douglas Johansson
- Franco Mariano
- Michael Nyqvist
- Hugo Ruiz
- Gunvor Pontén
- Bengt Blomgren